# Dvory nad Lužnicí
Dvory nad Lužnicí é uma comuna checa localizada na região da Boêmia do Sul, distrito de Jindřichův Hradec.